# Zand-zeep-soda

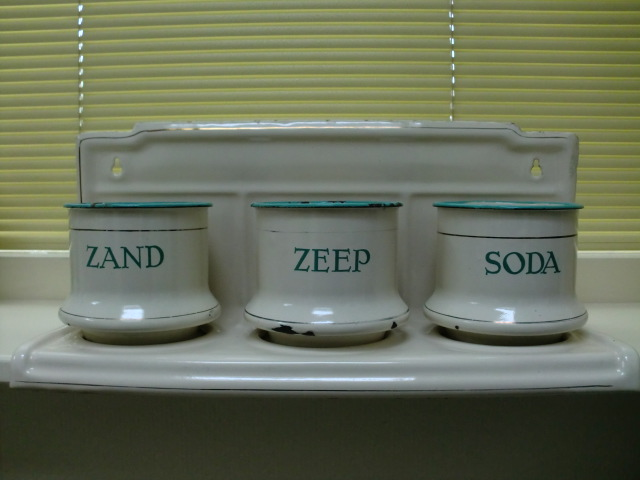
Zand-Zeep-Soda

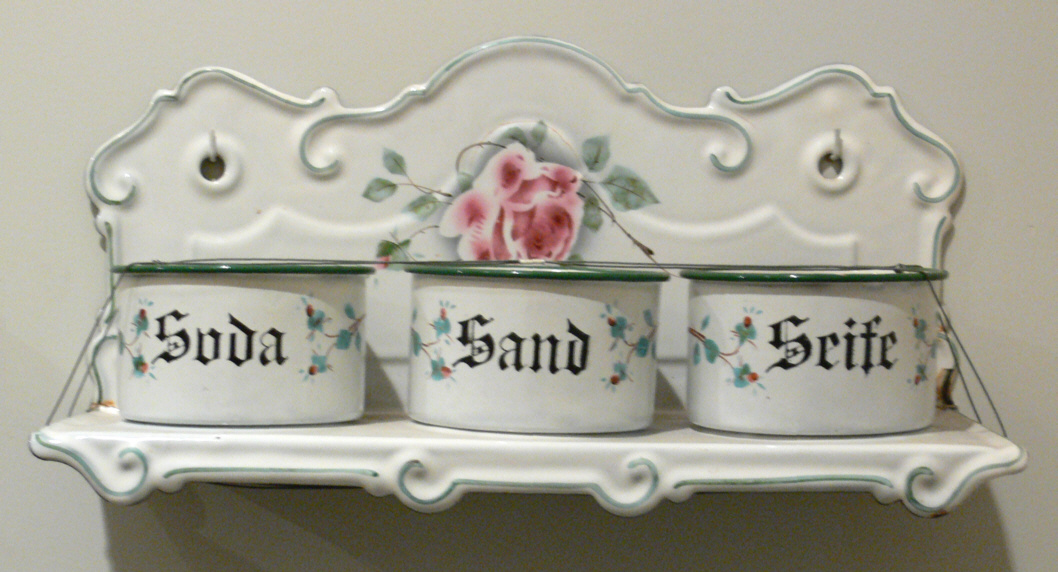
Duitse versie

Zand-Zeep-Soda is een combinatie van schoonmaakmiddelen die tot ver in de 20e eeuw veel gebruikt werd in het huishouden. 
Ze werden meestal bewaard in drie metalen (vaak geëmailleerde) bakjes, die dan weer in een rekje in de keuken stonden. Zeep werd voor velerlei schoonmaakdoeleinden toegepast. In het potje zat groene zeep in een pasteuze vorm, het moest opgelost worden in warm water. Als iets heel vuil was werd een oplossing van sodapoeder gebruikt om voor te weken. Indien het gebruik van zeep en soda niet tot voldoende resultaat leidde kon zand gebruiken om mee schoon te schuren. Het beste was fijn, scherp zand.